# Schloss Eschelberg

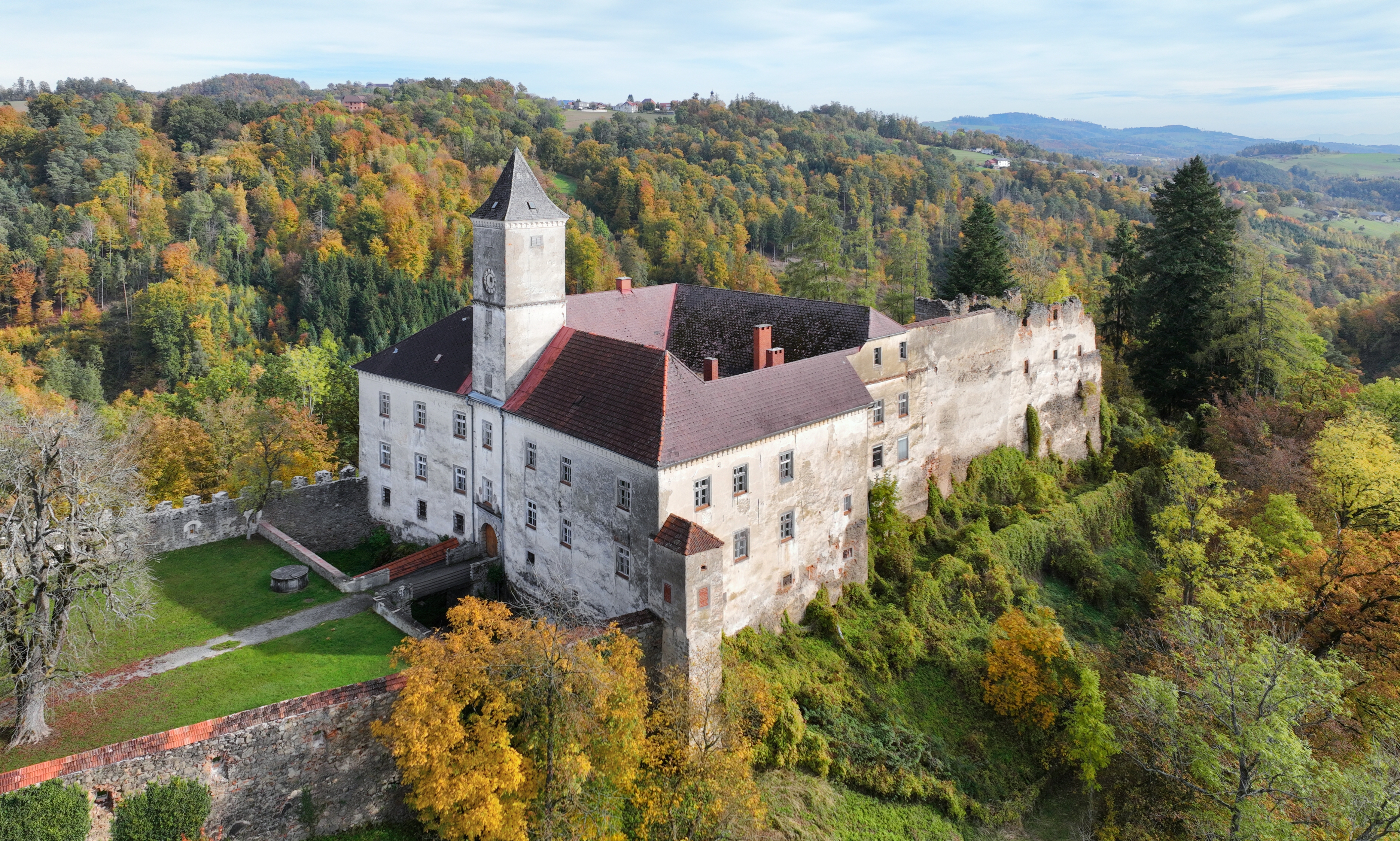
Schloss Eschelberg

Schloss Eschelberg ist ein Schloss in der Ortschaft Eschelberg in der Gemeinde St. Gotthard im oberösterreichischen Mühlviertel. Es ging aus einer 1209 erstmals erwähnten Burg hervor, die um 1598 zu einem Schloss im Stil der Renaissance umgebaut wurde.

## Beschreibung
Das am Ende des 16. Jahrhunderts errichtete Schloss ist ein dreiflügeliger Bau, dessen Hof im Westen durch eine Mauer geschlossen wird. Es liegt auf einem steil zu beiden Seiten abfallenden Bergrücken in 396 m ü. A. Seehöhe. Teile des mittelalterlichen Palas wurden in die Baustruktur einbezogen. Im Norden befindet sich der Eingangsflügel. Das Renaissancetor aus Granitquadern, über dem noch Wappensteine der Herren von Gera erkennbar sind, ist über eine Brücke erreichbar. Die anschließende Torhalle ist mit einem Turm mit Zeltdach überbaut. Im Südosten der Schlossanlage befindet sich die Schlosskapelle (dem Heiligen Geist geweiht) mit einem Stichkappengewölbe. Sie ist auf den Fundamenten eines ehemaligen Turmes errichtet.
Auf dem Weg zum Schloss kommt man linkerhand an dem ehemaligen Brauhaus vorbei, das heute als Atelier des Bildhauers Magnus Angermeier dient. Auf der rechten Hand liegen die Bauten des ehemaligen Meierhofes.
Südlich der Schlossbauten liegt die Ruine des mittelalterlichen Vorgängerbaus. Der Kern der Höhenburg, ein rechteckiger Baublock um einen Hof, lag auf dem äußersten Hangsporn im Süden, wo heute noch hohe Mauerreste aufragen.

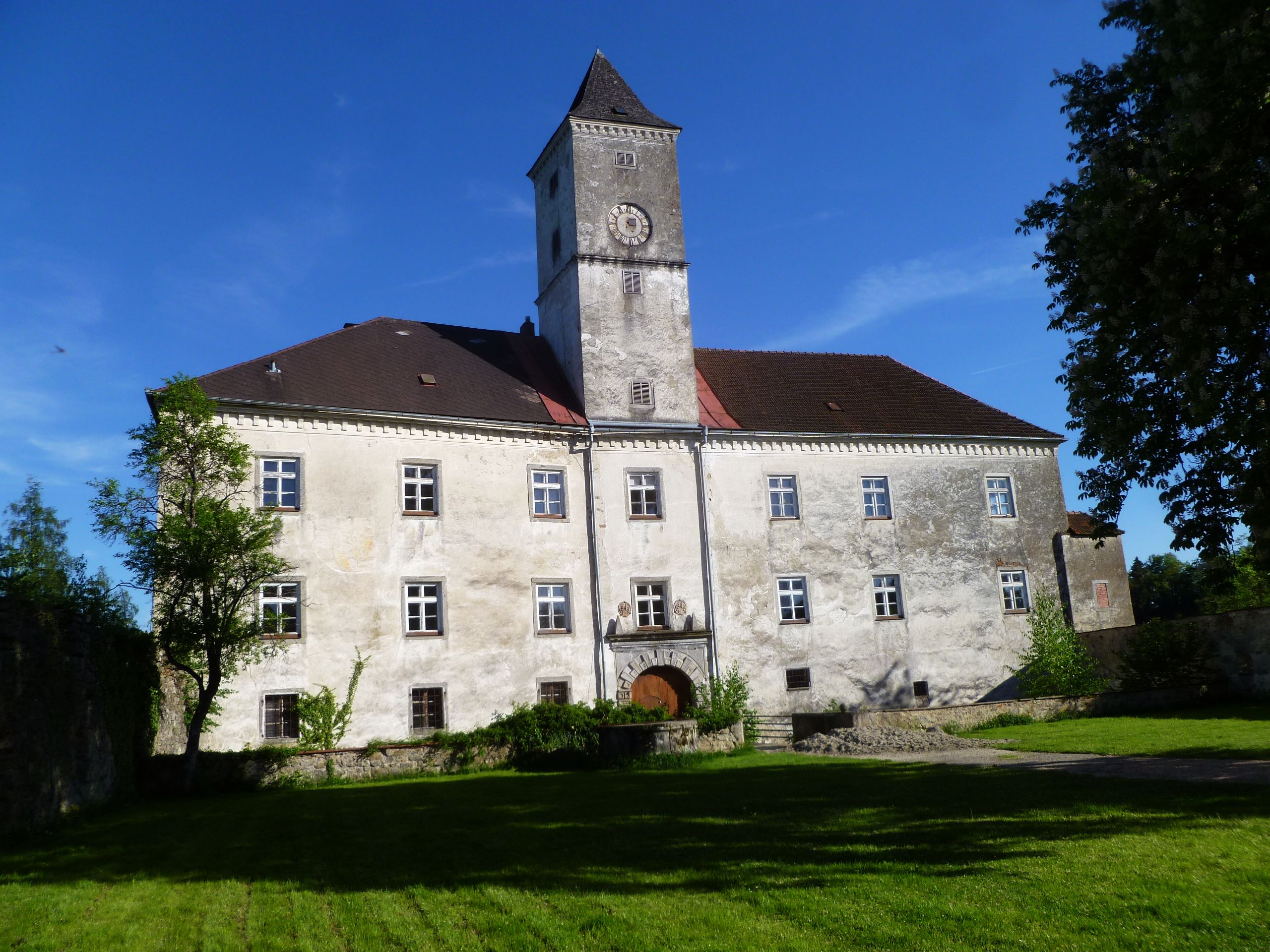
Haupttrakt
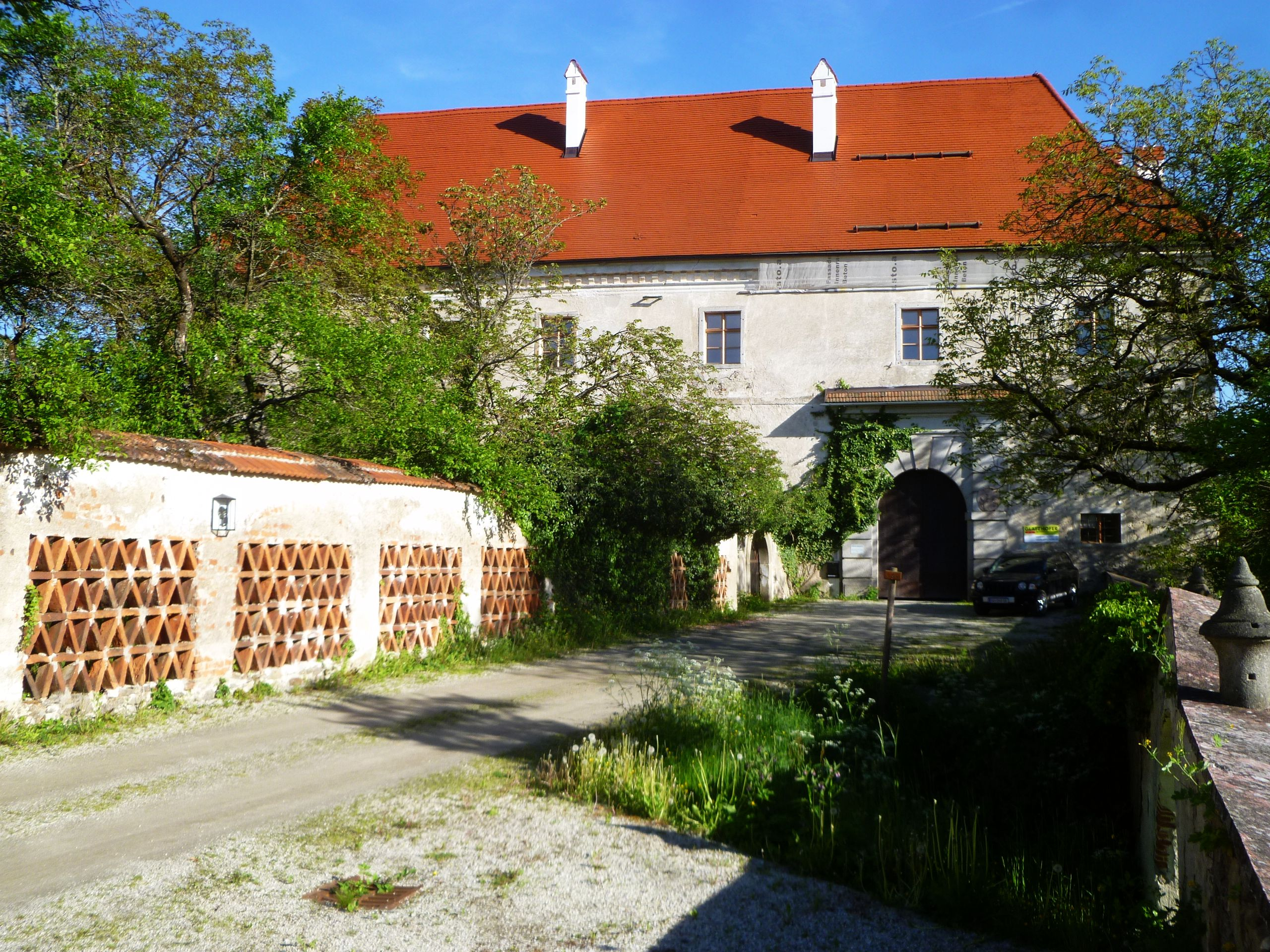
Eingangstrakt
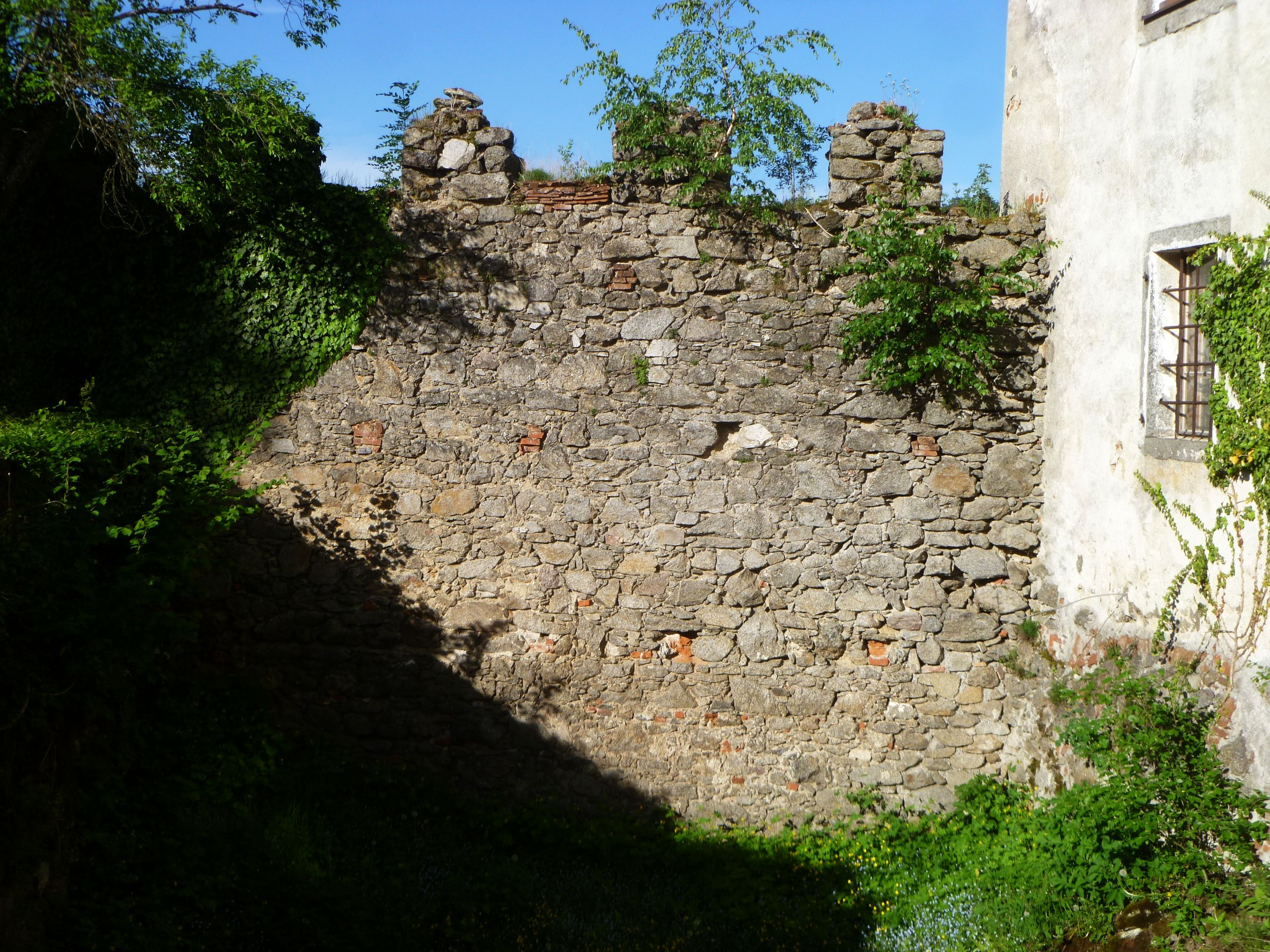
Schlossgraben
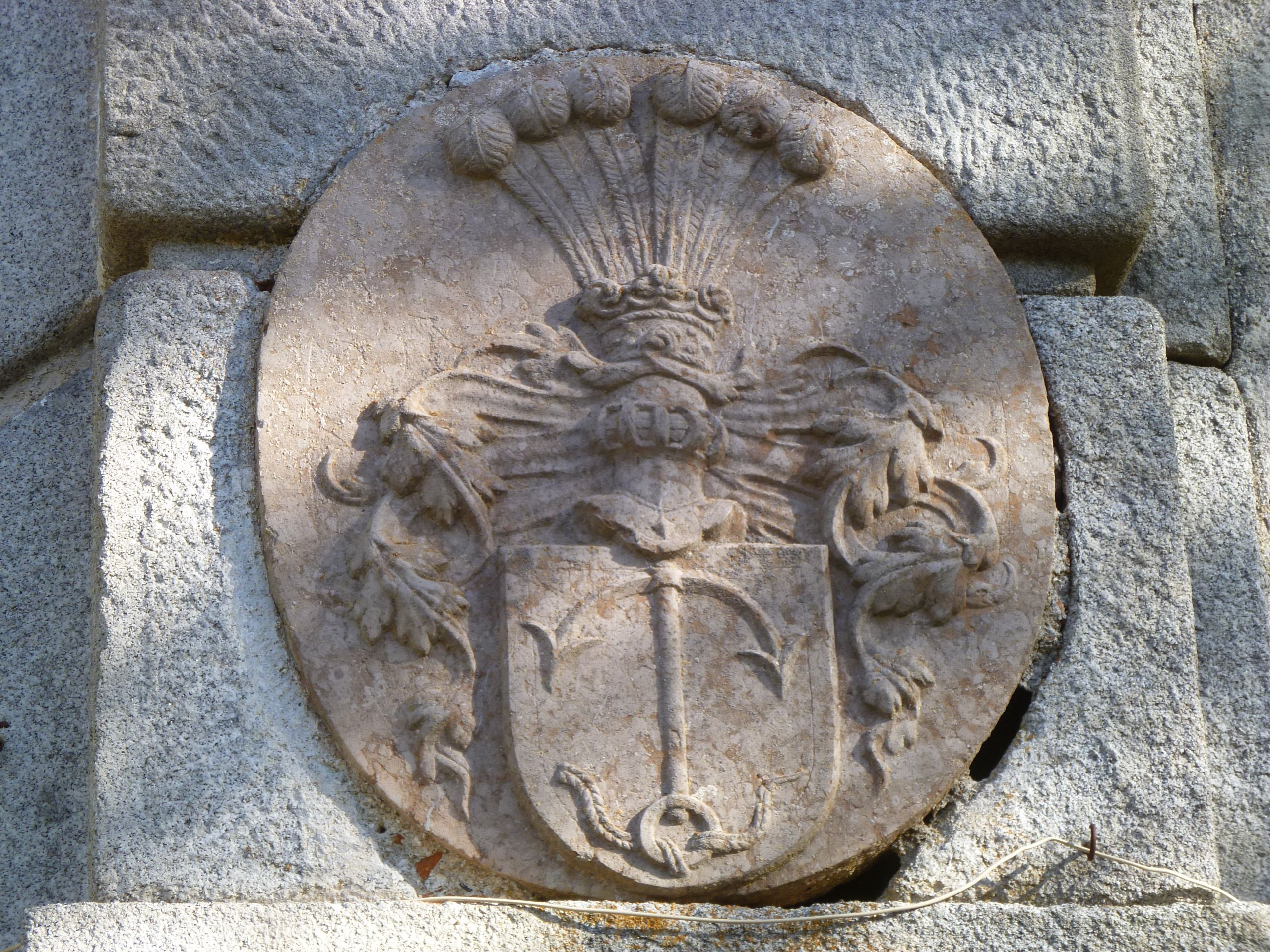
Wappenstein
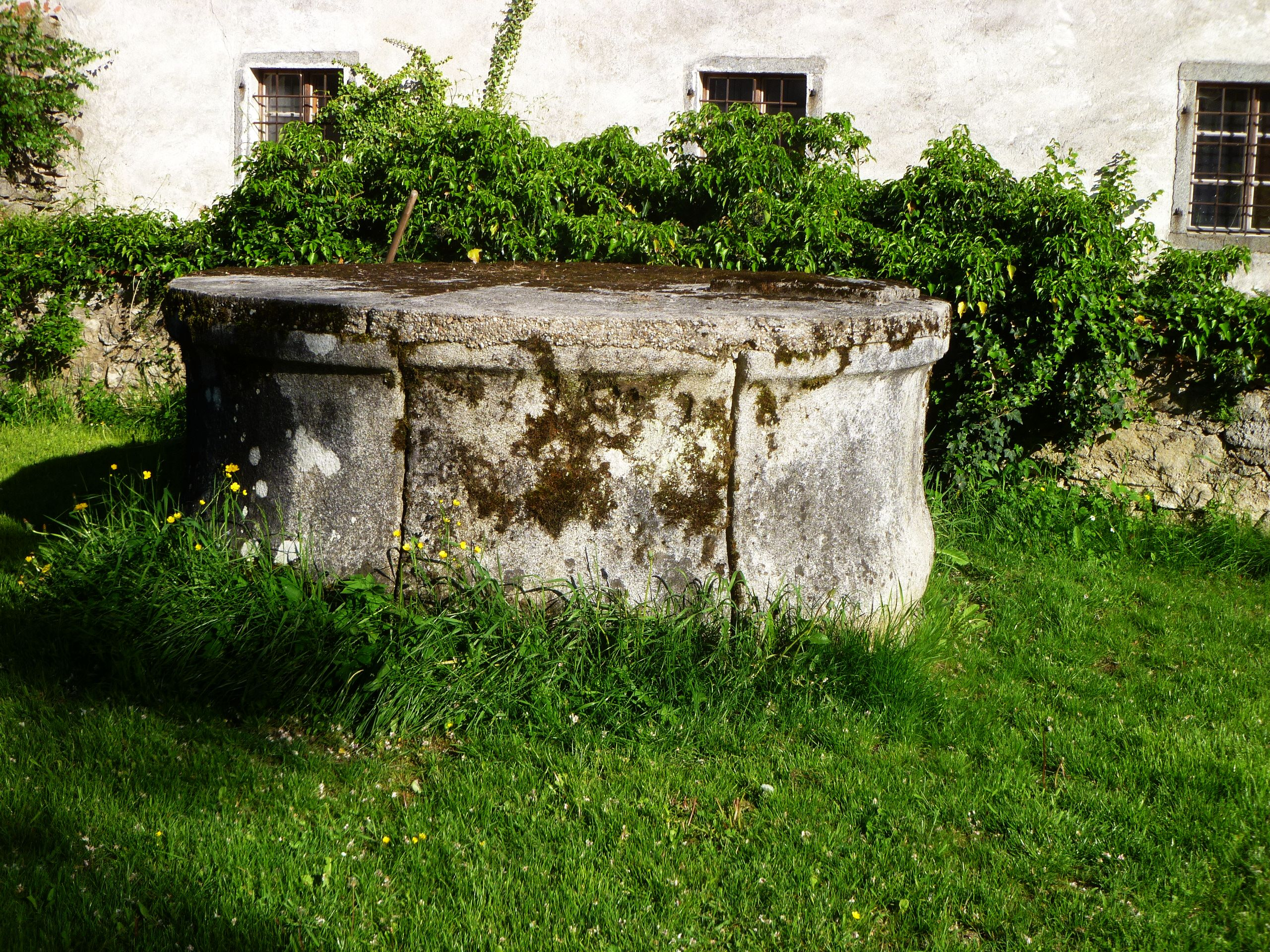
Zisterne

## Geschichte

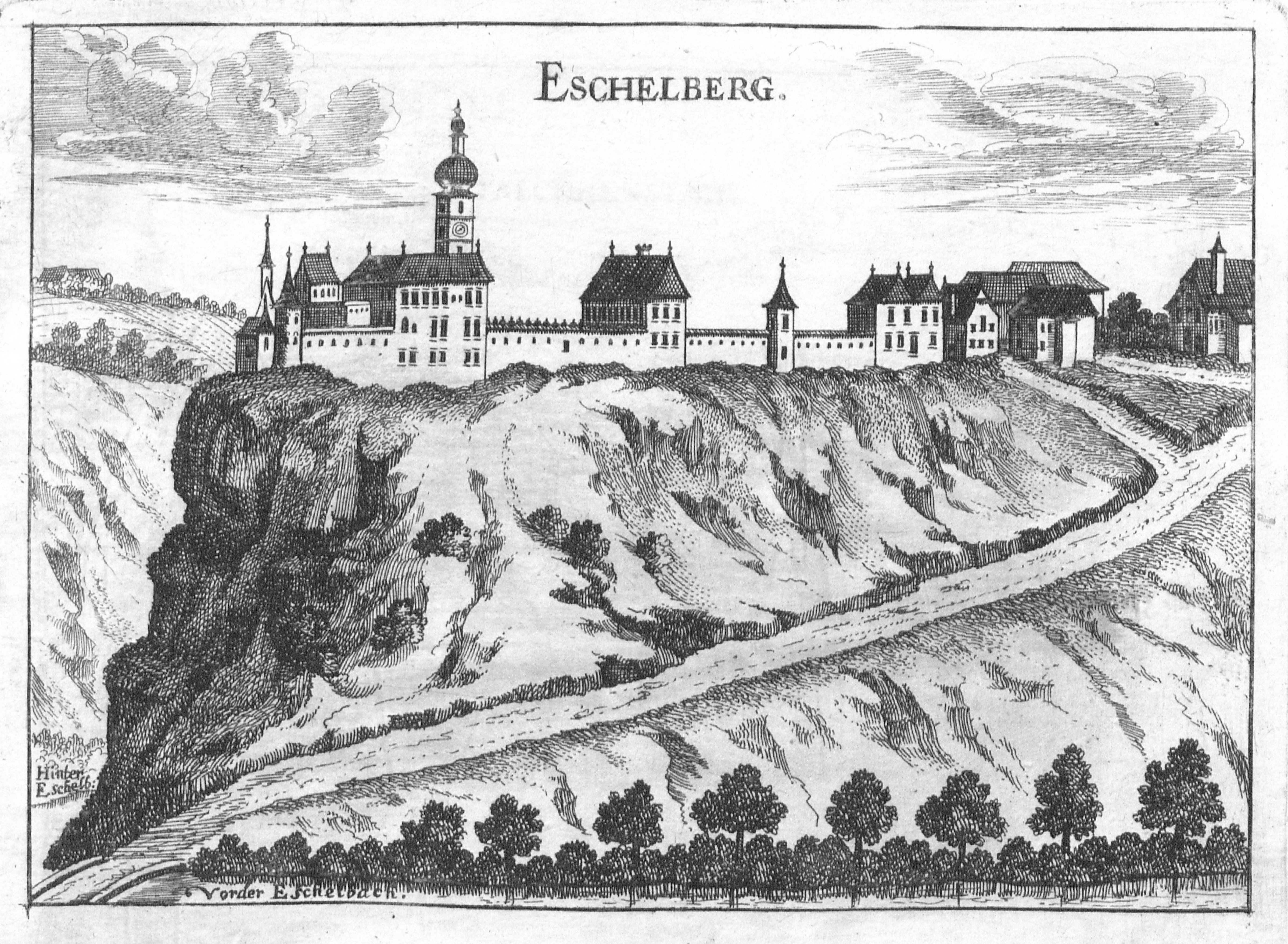
Schloss Eschelberg, Stich von Georg Matthäus Vischer, 1674

Im Jahr 1209 wurde Eschelberg mit seinem Besitzer Hainricus de Esilberch erstmals urkundlich erwähnt. Später treten auch die Schreibweisen Eschelberch (1287), Eschelwerch (1378) und Eschelburg (1569) in Urkunden auf. Hainricus, vermutlich dem Adelsgeschlecht der Trauner zugehörig, war Lehnsmann des bayerischen Grafen von Leonberg, in dessen Besitz sich die Burg befand. 1283 wurde der Ministeriale Otto von Traun mit Eschelberg belehnt. 1354 befand sich die Herrschaft im Besitz des späteren oberösterreichischen Landeshauptmannes Hans von Traun. Die Lehnshoheit wechselte im 14. Jahrhundert von Leonberg an das Bistum Passau.
1560 erhielten die aus Kärnten stammenden Herren von Gera das Lehen, dessen Besitz mittlerweile auf den österreichischen Landesfürsten übergegangen war. 1598 ließen die von Gera die Burg in ein Schloss umbauen. Christoph von Gera, Verordneter des Herrenstandes Österreich ob der Enns, wurde 1609 bei einer Sitzung des Landhauses vom Schlag getroffen. Sein Sohn Erasmus II. von Gera (1588–1657), als protestantischer Rebell verhaftet, später aber zum Katholizismus konvertiert, verkaufte 1647 die Herrschaft Waxenberg an Konrad Balthasar von Starhemberg. Die Herrschaft Eschelberg mit Lichtenhaag behielt er.
Am 31. März 1654 verkaufte Erasmus von Gera seine Herrschaft Eschelberg und Schloss Lichtenhag samt allem Zugehör an Konrad Balthasar von Starhemberg (1612–1687).
Eschelberg bildete von da an gemeinsam mit Rottenegg, Oberwallsee und Lichtenhag eine Verwaltungseinheit und hatte insgesamt 313 Untertanen. Schloss Eschelberg ist bis heute im Besitz der Familie Starhemberg.
Bis Mitte des 19. Jahrhunderts war Oberwallsee zu Eschelberg eines der zwölf Landgerichte im Oberen Mühlviertel, wobei Eschelberg für die Orte Feldkirchen an der Donau, Goldwörth, St. Gotthard im Mühlkreis, Herzogsdorf, St. Martin und Walding zuständig war.
Nach 1945 waren im Schloss Flüchtlinge untergebracht, 1962 brannte der Schlossturm durch einen Blitzschlag völlig aus. Die Schlossanlage wurde 2010 renoviert. Heute kann das Areal für Hochzeiten und Firmenfeste gemietet werden.